# Линцура
Линцура (владиславка, сириштара, генцијан(а), енцијан, гореч, горки корен, равен; лат. Gentiana) је биљни род који обухвата 400 до 500 (по некима 500 до 1000) врста биљака из породице сириштара (Gentianaceae). У новије време овај род (у ширем смислу) рашчлањује, се на два до неколико подродова: Gentiana (300 до 400 врста), Gentianella (125 до 250 врста), Gentianopsis (16 до 24 врста), Comastoma (око 15 врста). Латински име род је добио по илирском владару Генцију који је за лечење куге препоручивао жуту линцуру (G. lutea).

## Порекло, станиште, опис рода
Род линцура обухвата неколико стотина врста једногодишњих и трајних зељастих биљака. Пореклом су углавном из брдских и планинских предела северне земљине полулопте.
Врсте у оквиру рода се међусобно доста разликују. Могу имати просту или разгранату стабљику, на попречном пресеку округлу или четворострану. Листови су целог обода, наспрамно распоређени на стаблу, а често и у приземним розетама. Цветови се јављају у пазуху листа, појединачни или скупљени у цвасти. Различитих су боја.
- Gentiana asclepiadea - балканска трава, свећица, шумска сириштара
- Gentiana clusii - гороцвет, Клузијева сириштара
- Gentiana cruciata - прострел
- Gentiana dinarica - крапуца
- Gentiana germanica (син. Gentianella germanica) - цргонк
- Gentiana kochiana (син. Gentiana acaulis) - велемун, Кохова сириштара
- Gentiana lutea - линцура, жута линцура
- Gentiana nivalis
- Gentiana pannonica - панонска сириштара
- Gentiana pneumonanthe - мала свећица, мочварна линцура
- Gentiana punctata - арнаутски равен, пегава линцура
- Gentiana utriculosa - вид
- Gentiana verna - калуђерак

### Врсте[3]
- Gentiana acaulis
- Gentiana affinis
- Gentiana alba
- Gentiana algida
- Gentiana alpina
- Gentiana altaica
- Gentiana amoena
- Gentiana andrewsii
- Gentiana angustifolia
- Gentiana asclepiadea - балканска трава[2], свећица,[4] шумска сириштара
- Gentiana austromontana
- Gentiana autumnalis
- Gentiana bavarica
- Gentiana bellidifolia
- Gentiana boryi
- Gentiana brachyphylla
- Gentiana bulleyana
- Gentiana burseri
- Gentiana cachemirica
- Gentiana calycosa
- Gentiana catesbaei
- Gentiana cephalantha
- Gentiana cerina
- Gentiana clausa
- Gentiana clusii - гороцвет,[2] Клузијева сириштара
- Gentiana crassicaulis
- Gentiana crinita
- Gentiana cruciata - прострел
- Gentiana dahurica
- Gentiana decora
- Gentiana decumbens
- Gentiana dendrologii
- Gentiana depressa
- Gentiana dinarica - крапуца[2]
- Gentiana douglasiana
- Gentiana elwesii
- Gentiana farreri
- Gentiana fetisowii
- Gentiana flavida
- Gentiana freyniana
- Gentiana frigida
- Gentiana froelichii
- Gentiana fremontii
- Gentiana gelida
- Gentiana germanica - цргонк[2]
- Gentiana gilvo-striata
- Gentiana glauca
- Gentiana gracilipes
- Gentiana grombczewskii
- Gentiana heterosepala
- Gentiana hexaphylla
- Gentiana kesselringii
- Gentiana kochiana - велемун,[2] Кохова сириштара
- Gentiana kurroo
- Gentiana lawrencii
- Gentiana lhassica
- Gentiana linearis
- Gentiana loderi
- Gentiana lutea - линцура,[2] жута линцура
- Gentiana macrophylla
- Gentiana makinoi
- Gentiana microdonta
- Gentiana newberryi
- Gentiana nipponica
- Gentiana nivalis
- Gentiana nubigena
- Gentiana nutans
- Gentiana ochroleuca
- Gentiana olivieri
- Gentiana ornata
- Gentiana pannonica - панонска сириштара
- Gentiana paradoxa
- Gentiana parryi
- Gentiana patula
- Gentiana pennelliana
- Gentiana phyllocalyx
- Gentiana platypetala
- Gentiana plurisetosa
- Gentiana pneumonanthe - мала свећица,[2] мочварна линцура
- Gentiana prolata
- Gentiana prostrata
- Gentiana przewalskii
- Gentiana pterocalyx
- Gentiana puberulenta
- Gentiana pumila
- Gentiana punctata - арнаутски равен,[2][4] пегава линцура
- Gentiana purpurea
- Gentiana pusilla - најмањи срченик[2]
- Gentiana pyrenaica
- Gentiana quadrifolia
- Gentiana rigescens
- Gentiana rostanii
- Gentiana rubricaulis
- Gentiana saponaria
- Gentiana saxosa
- Gentiana scabra
- Gentiana scarlatina
- Gentiana sceptrum
- Gentiana septemfida
- Gentiana setigera
- Gentiana setulifolia
- Gentiana sikkimensis
- Gentiana sikokiana
- Gentiana sino-ornata
- Gentiana siphonantha
- Gentiana speciosa
- Gentiana squarrosa
- Gentiana stictantha
- Gentiana stragulata
- Gentiana straminea
- Gentiana tenuifolia
- Gentiana terglouensis
- Gentiana ternifolia
- Gentiana tianshanica
- Gentiana trichotoma
- Gentiana triflora
- Gentiana trinervis
- Gentiana tubiflora
- Gentiana utriculosa - вид
- Gentiana veitchiorum
- Gentiana venusta
- Gentiana verna - калуђерак
- Gentiana villosa
- Gentiana waltonii
- Gentiana wutaiensis
- Gentiana yakushimensis
- Gentiana zollingeri

## Угроженост врста и заштита
Многе врсте из рода линцура данас су на природним стаништима угрожене и налазе се под различитим режимима зжштите. У Србији су под режимом строге заштите следеће врсте:
- Gentiana acaulis L. (Gentiana kochiana) - велемун, Кохова линцура, Кохова сириштара,
- Gentiana dinarica G. Beck - крапуца,
- Gentiana nivalis L. и
- Gentiana pneumonanthe L. subsp. nopcsae (Jáv.) T. Wraber - мала свећица, мочварна линцура.[5]

 
Врсте из рода линцура се користе у алкохолним аперитивима и дигестивима, дајући горак укус. Оваква пића утичу на побољшање апетита и побољшавају варење. Код нас се у ту сврху најчешће сакупља жута линцура (Gentiana lutea L.), односно њено подземно стабло. Биљна дрога добијена од ове и других врста линцура такође се често користи и у народној медицини па, због нерационалног прикупљања подземних изданака, њихов опстанак на природним стаништима прети да постане угрожен. Зато се жута линцура налази под режимом неге и заштите Завода за заштиту природе Србије, који спроводи програм враћања жуте линцуре на природно станиште Старе планине.
Под режимом заштите налазе се и следеће врсте овог рода:
- Gentiana asclepiadea L. subsp. asclepiadea (Врста је комерцијална и на њу се односе одредбе Уредбе о стављању под контролу коришћења и промета дивље флоре и фауне)
- Gentiana cruciata L. subsp. cruciata (Врста је комерцијална и на њу се односе одредбе Уредбе о стављању под контролу коришћења и промета дивље флоре и фауне)
- Gentiana lutea L. subsp. symphyandra (Murb.) Hayek
- Gentiana pneumonanthe L. subsp. pneumonanthe
- Gentiana punctata L.
- Gentianella albanica (Jáv.) J. Holub
- Gentianella ciliata (L.) Borkh. subsp. ciliata[5]

## Занимљивости
- У нашем народу корен линцуре се, осим као лек против болести људи и животиња, употребљавао и као „лек против мађија”, како је, почетком 20. века, у околини Лесковца забележио наш чувени историчар религије Веселин Чајкановић.[8]